# Giovanni Cadioli
Giovanni Cadioli (Mantova, 1710 circa – Mantova, 10 settembre 1767) è stato un pittore e architetto italiano.

## Biografia
Fu allievo di Francesco Maria Raineri, da cui ebbe in eredità il suo studio assieme ad Antonio Bonoris, pittore.
Si distinse nel dipingere paesaggi, maggiormente a fresco che a olio, e nella scenografia teatrale.
Al periodo tra il 1736 e il 1742 risalgono le prime opere datate del Cadioli: il Battesimo di Cristo (1738) per la parrocchiale di Nuvolato e La disputa di Gesù tra i Dottori (perduta) e L'elemosina di San Guerrino entrambe per la Chiesa di Sant'Egidio a Mantova. In particolare da quest'ultima opera si evince come l'artista avesse già maturato una buona esperienza nell'ambito della scenografia teatrale e la sua propensione ad inserire episodi aneddotici, da pittura di genere in quadri a tema religioso.
Nel 1746 c. eseguì una serie di dipinti per la chiesa parrocchiale di Gazoldo degli Ippoliti riguardante le storie di Sant'Ippolito, realizzati a monocromo, quasi simulando un bassorilievo bronzeo (Conversione di Sant'Ippolito, Battesimo di Sant'Ippolito, Giudizio di Sant'Ippolito, Supplizio di Sant'Ippolito e Martirio di Sant'Ippolito). Queste tele sono caratterizzate dall'effetto scenografico, dato dalle presenza di strutture architettoniche, quali colonnati, edifici classici, torri, scalinate che creano prospettive e danno profondità ai dipinti. Nel dipinto il Martirio di Sant'Ippolito è presente la scritta "GIO.CADIOLI FEC 1746". Oltre a questi quadri, il Cadioli realizzò per la chiesa di Gazoldo i dipinti: Il battesimo di Cristo e Santa Cecilia a monocromo e la tela raffigurante il Martirio di Sant'Eurosia.
Nel 1748 gli fu conferita la carica di Pittore ed Architetto civile dei Regi Ducali Teatri di Mantova.
Nel 1752 fondò l'Accademia delle Belle Arti di Mantova e in seguito ne divenne il direttore. Si distinse per la sua abilità di professore e per la sua capacità nel superare tutti gli ostacoli incontrati nell'esercizio dei suoi compiti di direttore. Alla sua morte lasciò tutti i libri, gessi e stampe che possedeva all'Accademia.
Nello stesso anno eseguì nella Chiesa di Ognissanti a Mantova decorazioni delle specchiature nella navata e nel presbiterio e due tele raffiguranti San Mauro che guarisce gli infermi e Il battesimo di Gesù. Quest'ultima composizione è caratterizzata da una ridotta gamma coloristica, con effetti quasi di monocromo.
Si occupò anche di restauro: nel 1755 restaurò la Sala dello Zodiaco in Palazzo Ducale a Mantova.
Eseguì il ritratto di Vittore Vettori, da cui Perfetti trasse un'incisione, utilizzata in apertura del volume Le rime piacevoli scritto nel 1755 dal Vettori stesso.
Nel 1756 eseguì due dipinti su tela per la Chiesa parrocchiale di Stradella: Annunciazione e Sant'Anselmo e San Longino in adorazione dei Sacri Vasi. Intorno al 1758 attese alla decorazione della chiesa parrocchiale di Sacchetta con varie opere tra le quali spicca il San Giovanni il Buono non solo per la singolare iconografia, ma anche per la drammaticità e per l'impostazione cromatica, mentre le altre tele risultano più fredde e di stampo accademico. Nella chiesa parrocchiale di Pozzolo si trovano altri due dipinti dello stesso autore siglate e datate 1760.
Eseguì affreschi nell'Abbazia di San Benedetto in Polirone tra il 1750 e il 1760.
L'attività di pittore e scenografo del Cadioli fu particolarmente intensa, come dimostrato dal gran numero di dipinti che si trovano in Mantova e provincia; la produzione teatrale invece è in gran parte perduta.
Scrisse il Descrizione delle pitture, sculture ed architetture che si osservano nella città di Mantova e ne' suoi contorni, pubblicato nel 1763. Attualmente molte opere citate dal Cadioli nella sua opera non esistono più sia per cause belliche che per altre vicende.
Il 15 ottobre 1764 fu insignito del titolo di Cavaliere dello Speron d'oro da Monsignor Luigi Valenti, allora nunzio pontificio in Svizzera.
Fu sepolto nella chiesa di Sant'Egidio.

## Opere
- Battesimo del Cristo, 1738, Chiesa parrocchiale di Nuvolato
- L'elemosina di San Guerrino, 1736-1742, Chiesa di Sant'Egidio, Mantova
- Disputa di Gesù tra i Dottori, 1736-1742, Chiesa di Sant'Egidio, Mantova (perduta)
- Ritratto del cardinale Luigi Valenti Gonzaga, Palazzo Valenti Gonzaga (MN), attributo da Stefano L'Occaso[1]
- I Santi Giuseppe, Antonio e Rocco, Chiesa parrocchiale di Moglia
- San Vincenzo Ferrer, Chiesa parrocchiale di Moglia
- Ritratto della sovrana Maria Teresa, Accademia Teresiana di Mantova[6].
- San Mauro che risana uno storpio, 1756, Chiesa di Ognissanti, Mantova[4]
- Conversione di Sant'Ippolito, 1746, Chiesa parrocchiale di Gazoldo degli Ippoliti[4]
- Battesimo di Sant'Ippolito, 1746, Chiesa parrocchiale di Gazoldo degli Ippoliti[4]
- Giudizio di Sant'Ippolito, 1746, Chiesa parrocchiale di Gazoldo degli Ippoliti[4]
- Supplizio di Sant'Ippolito, 1746, Chiesa parrocchiale di Gazoldo degli Ippoliti[4]
- Martirio di Sant'Ippolito, 1746, Chiesa parrocchiale di Gazoldo degli Ippoliti[4]
- Il battesimo di Cristo, 1746, Chiesa parrocchiale di Gazoldo degli Ippoliti[4]
- Santa Cecilia, 1746, Chiesa parrocchiale di Gazoldo degli Ippoliti[4]
- Martirio di Sant'Eurosia, 1746, Chiesa parrocchiale di Gazoldo degli Ippoliti[4]
- Martirio di Sant'Eurosia, Chiesa parrocchiale di Portiolo[4]
- Sant'Antonio in adorazione del Bambin Gesù, Chiesa parrocchiale di Portiolo[4]
- Ritratto di Vittore Vettori[4]
- Battesimo di Gesù, 1756, Chiesa di Ognissanti, Mantova[4]
- San Giovanni Buono, 1758, Chiesa parrocchiale, Sacchetta[4]
- Sant'Antonio in adorazione del Bambino, 1758, Chiesa parrocchiale, Sacchetta[4]
- Santa Caterina da Siena, 1758, Chiesa parrocchiale, Sacchetta[4]
- Angelo custode, 1758, Chiesa parrocchiale, Sacchetta[4]
- Estasi di una santa, 1758, Chiesa parrocchiale, Sacchetta[4]
- San Matteo, 1758, Chiesa parrocchiale, Sacchetta[4]
- Annunciazione, 1756, Chiesa parrocchiale, Stradella[4]
- Sant'Anselmo e San Longino in adorazione dei Sacri Vasi, 1756, Chiesa parrocchiale, Stradella[4]